# ペルオキソ二硫酸テトラアンミン銅
ペルオキソ二硫酸テトラアンミン銅(ぺるおきそにりゅうさんてとらあんみんどう、Tetraamminecopper peroxodisulfate、組成式Cu(NH3)4(SO4)2は、テトラアンミン銅イオン(Ⅱ)とペルオキソ二硫酸イオンとのイオン結晶であり、水色の物質である。

## 性質
ペルオキソ二硫酸テトラアンミン銅を強熱すると、アンモニアと三酸化硫黄、水が解離し、硫酸銅(II)になったのち、酸化銅(II)になる。